# Навеки твоя
«Навеки твоя» (англ. Straight From the Heart, хинди Hum Dil De Chuke Sanam, дословно: Мое сердце отдано) — фильм, снятый в Болливуде и вышедший в прокат в Индии в 1999 году.

## Сюжет
Молодой итальянский музыкант Самир (Салман Хан), едет на родину своей матери — в Индию, чтобы взять уроки классического пения у известного учителя музыки Пундита Дарбара (Викрам Гокхале). Дарбар принимает его в своём дворце, расположенном посреди пустыни, и первое время очень доволен своим талантливым учеником. В качестве оплаты учитель просит немного: Самир должен быть готов в любой момент исполнить одно его желание.
Самир влюбляется в дочь Дарбара — прекрасную Нандини (Айшвария Рай). Отец Нандини не желает видеть иностранца в своей консервативной семье, кроме того его как строгого отца приводит в негодование тайный флирт Самира с его дочерью. Наступает момент оплаты, Дарбар требует от Самира покинуть его дом и прекратить контакт с Нандини. Свою дочь он сразу же выдает замуж за Ванраджа (Аджай Девган) — молодого адвоката из хорошей семьи. Самир не знает об этом и пишет Нандини одно письмо за другим в её отцовский дом, но слуга передаёт их ей в доме её мужа слишком поздно, когда Самир уже вернулся в Италию. Ванрадж обнаруживает письма Самира и решает соединить Нандини с её любимым, потому что искренне любит её и не желает видеть её несчастной. Они вместе едут в Италию, где им предстоят долгие поиски Самира.

## В ролях
| Актёр          | Роль                       |
| -------------- | -------------------------- |
| Айшвария Рай   | Нандини                    |
| Аджай Девган   | Ванрадж                    |
| Салман Хан     | Самир Рафилини             |
| Викрам Гокхале | Пундита Дарбара            |
| Смита Джайкар  | Амрита                     |
| Зохра Сегал    | Дади                       |
| Раджив Верма   | Викрамджит (отец Ванраджа) |

## Награды
Национальная кинопремия Индии
- Лучшая хореография — Арш Танна, Самир Танна и Ваибхави Мерчант[англ.]
- Лучшая музыка — Исмаил Дарбар
- Лучшая операторская работа — Анил Мехта
- Лучшая работа художника-постановщика — Нитин Чандракант Десаи

Filmfare Awards
- Лучший фильм
- Лучшая режиссура — Санджай Лила Бхансали
- Лучшая женская роль — Айшварья Рай
- Лучший мужской закадровый вокал — Удит Нараян
- Лучшая музыка — Анджан Бисвас

Screen Weekly Awards
- Лучшая женская роль — Айшварья Рай
- Лучшая режиссура — Санджай Лила Бхансали
- Лучший фильм

IIFA Award
- Лучший фильм
- Лучший режиссёр — Санджай Лила Бхансали
- Лучшая женская роль — Айшварья Рай
- Лучший певец — Удит Нараян
- Лучший сюжет — Пратап Карват, Санджай Лила Бхансали
- Лучший сценарий — Санджай Лила Бхансали
- Лучшие диалоги — Амрик Гилл
- Лучшая хореография — Сародж Хан
- Лучшая работа оператора — Анил Мехта
- Лучшая работа звукорежиссёра — Джитендра Чаудхари

Zee Cine Awards
- Лучшая женская роль — Айшварья Рай
- Лучший режиссёр — Санджай Лила Бхансали
- Лучший фильм — Санджай Лила Бхансали
- Лучшая певица — Кавита Кришнамурти
- Лучший певец — Удит Нараян
- Лучший сюжет — Пратап Карват, Санджай Лила Бхансали

## Разное
- Во время съёмок начался трёхлетний роман между Салманом и Айшварьей.
- Все «итальянские» сцены снимались в Венгрии.
- Санджай Лила Бхансали и Исмаил Дарбар два года работали над музыкой к фильму.
- Роль Нандини вначале была предложена Карине Капур.